# 3C 279
3C 279, également connu sous les désignations 4C-05.55, NRAO 413 et PKS 1253-05, est un blazar de type OVV, connu dans la communauté astronomique pour ses variations dans les bandes visible, radio et rayons X. Il a été observé que le quasar a subi une période d'activité extrême de 1987 à 1991. L'observatoire Rosemary-Hill (RHO) a commencé à observer 3C 279 en 1971, puis i l'objet a été observé par le Compton Gamma-Ray Observatory en 1991, lorsqu'on a découvert de manière inattendue qu'il est l'un des objets les plus brillants du ciel en rayons gamma. C'est également l'une des sources les plus brillantes et les plus variables du ciel de rayons gamma surveillé par le télescope spatial Fermi. Il a été utilisé comme source d'étalonnage pour les observations de M87* par l'Event Horizon Telescope  qui ont abouti à la première image d'un trou noir.

## Galerie

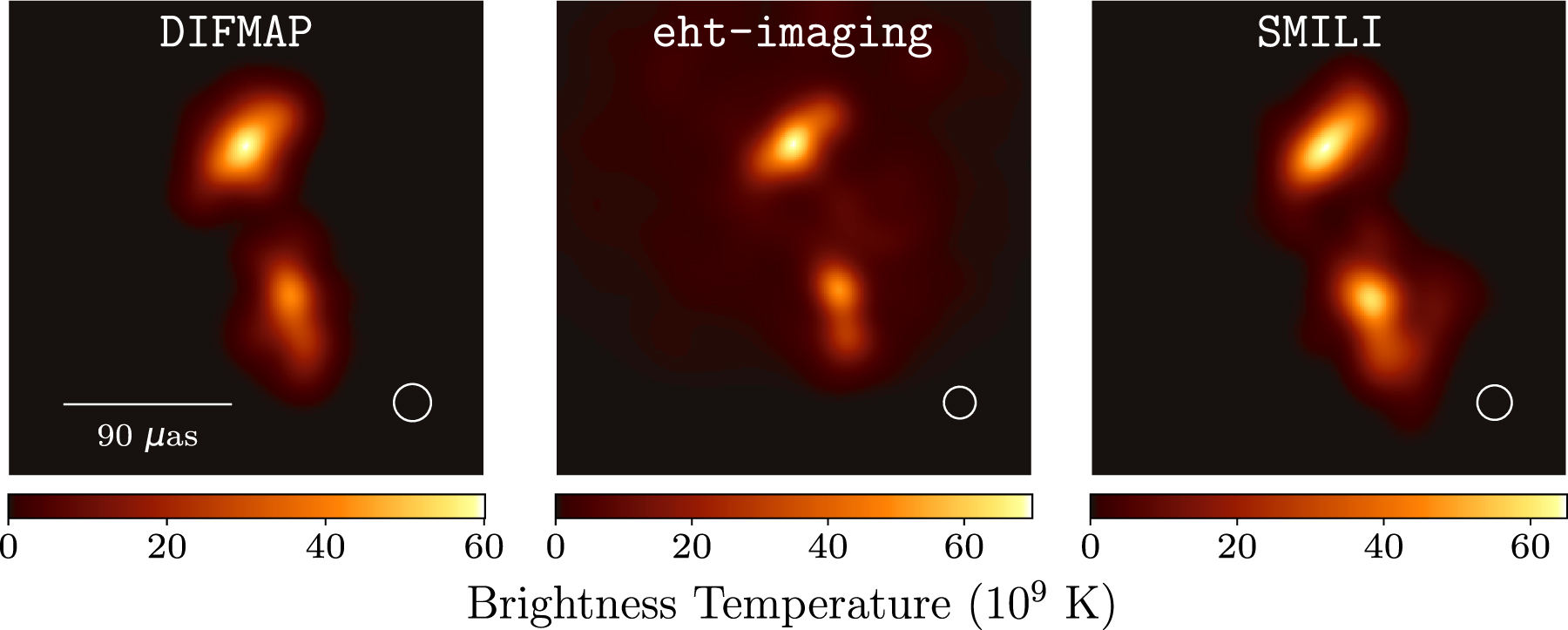
Images représentatives de 3C 279 à partir d'observations de l'EHT.

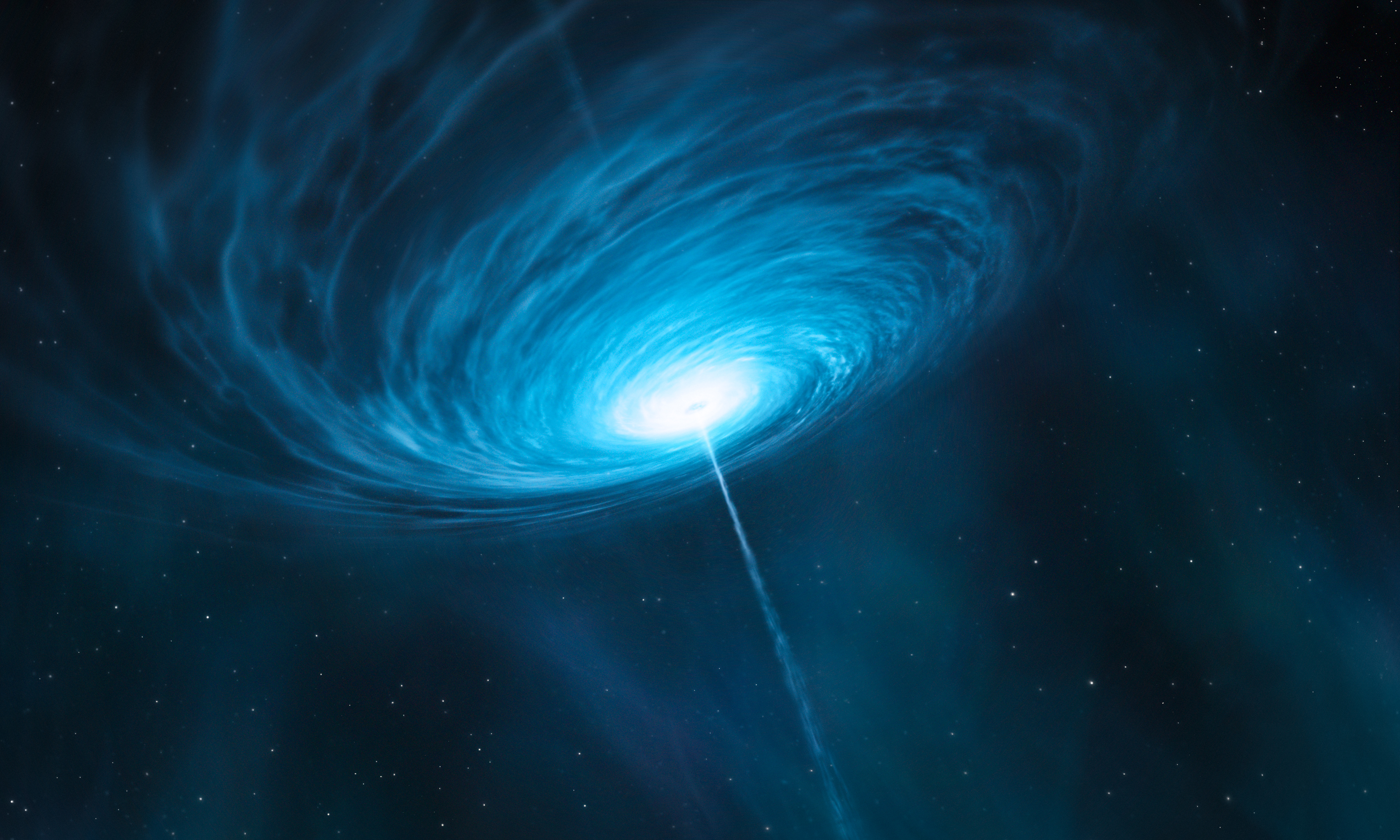
Vue d'artiste du quasar 3C 279.